# Aléxandrosz Dziólisz
Aléxandrosz Dziólisz (görögül: Αλέξανδρος Τζιόλης) (Kateríni, 1985. február 13. –) görög válogatott labdarúgó. Posztját tekintve védekező középpályás.

## Sikerei, díjai
Werder Bremen
- Német kupagyőztes (1): 2008–09
- UEFA-kupa döntős (1): 2008–09

Panathinaikósz
- Görög kupagyőztes (1): 2006–07

APOEL
- Ciprusi bajnok (1): 2012–13

Egyéni
- Az év fiatal labdarúgója Görögországban: 2004

## Külső hivatkozások
- Aléxandrosz Dziólisz a national-football-teams.com honlapján